# Muffbal
Muffbal, "sämre bal", även kallad pigbal, var offentliga baler som hölls mot inträdesavgift på en offentlig eller hyrd lokal. Det var ett historiskt folknöje populärt under 1700- och 1800-talen. Namnet är känt från Sverige och Finland.

## Historik
En av de mest berömda offentliga balerna i Europa under 1700-talet var maskeradbalen på Parisoperan. 
Även i Sverige hölls offentliga baler på teatrar och på Operan. Offentliga baler hölls i Stockholm åtminstone från början av 1700-talet, då det franska teatersällskapet arrangerade offentliga maskeradbaler på Stora Bollhuset. Gustav III mördades på en offentlig maskeradbal på Kungliga Operan 1792. 
Muffbaler hölls även på olika krogar och på andra nöjesplatser, som i Clas på Hörnet och i Vauxhall, Kungsträdgården. De nämns också av Bellman. Under 1700-talet började studenterna vid Uppsala universitet arrangera muffbaler i tillfälliga hyrda lokaler, ofta en krog.
Deltagarna vid muffbalerna var socialt blandade. Sådana offentliga baler hade ofta dåligt rykte. Det var vanligt för en man ur det förmögna borgerskapet eller adeln att besöka en muffbal på samma sätt som han besökte en herrklubb eller en restaurang, och han gjorde det då just för att få kontakt med kvinnor ur en annan samhällsklass och kanske också prostituerade, eftersom det aldrig fanns några kvinnliga medlemmar ur överklassen på muffbaler utan, som det sades, "blott lätta gardet på spinnsidan". Kvinnliga medlemmar ur överklassen besökte sällan offentliga baler, utom maskeradbaler, där anonymitet var möjlig: maskeradbalen på Parisoperan hade rykte om sig att vara en plats dit kvinnor ur överklassen gick för att flirta med främmande män. Kvinnor ur adeln besökte ibland militärmaskeraden på Grand Hotel.
Under 1850-talet hölls muffbaler på vintern på Hotel de la Croix, där de beskrevs av Nils Selander och Edvard Selander: 
"Hos de la Croix gavs flera gånger under vintern "muffbaler", vilkas karaktär antydes av att balgästerna där behövde ej genera sig att uppträda med betäckt huvud och, där man så ville, i ytterplagg. Där gick i högsta grad livat till, och tonen var nog ganska betänklig. En av familjens vänner, den geniale och glade målaren Janne Höckert, introducerade den yngre av oss såsom några års student på dessa allt annat än familjetillställningar".
Ett annat exempel är de så kallade Uggleviksbaler som hölls på Clas på Hörnet i början av 1800-talet.
Muffbal kan sägas vara föregångaren till danssalonger, som utvecklades i Sverige först efter 1900.